# Paul Rutherford (trombonist)
Paul William Rutherford (Greenwich (Londen), 29 februari 1940 – 5 augustus 2007) was een Britse jazztrombonist.

## Biografie
Rutherford, geboren in Greenwich, Zuidoost-Londen, speelde aanvankelijk saxofoon, maar schakelde over op trombone. Tijdens de jaren 1960 gaf hij les aan de Guildhall School of Music and Drama. In 1970 vormden Rutherford, gitarist Derek Bailey en bassist Barry Guy de improvisatieband Iskra 1903, die bestond tot 1973. De formatie werd gedocumenteerd op een dubbelalbum van Incus, later opnieuw uitgegeven met veel bonusmateriaal op de 3-cd-set Chapter One (Emanem Records, 2000). Een filmsoundtrack werd afzonderlijk uitgebracht als Buzz Soundtrack. Iskra 1903 was een van de eerste vrije improvisatiebands die een drummer/percussionist wegliet, waardoor de spelers een scala aan texturen en dynamiek konden ontdekken, die het onderscheiden van andere hedendaagse improviserende ensembles zoals SME en AMM. De ongebruikelijke naam van de band is het Slavische woord voor vonk. Het was de titel van de revolutionaire krant Iskra, uitgegeven door Vladimir Lenin. De aanduiding 1903 betekent muziek uit de 20e eeuw voor trio. Af en toe speelde Evan Parker met de band (Iskra 1904) en Rutherford stelde ook op een gegeven moment een 12-koppig ensemble samen dat onvermijdelijk Iskra 1912 heette.
De band werd later nieuw leven ingeblazen met Philipp Wachsmann ter vervanging van Bailey, een fase van het leven van de band die ongeveer van 1977 tot 1995 duurde. Zijn eerdere werk is gedocumenteerd in hoofdstuk twee (Emanem, 2006) en de laatste opnamen zijn uitgegeven bij Maya (Iskra 1903) en Emanem (Frankfurt 1991). Rutherford speelde ook met het Globe Unity Orchestra, het London Jazz Composer's Orchestra, Centipede, het Mike Westbrook Orchestra en het Orckestra, een fusie van avant-rockband Henry Cow, de Mike Westbrook Brass Band en folkzangeres Frankie Armstrong. Hij speelde ook een heel klein aantal optredens met Soft Machine. Hij is misschien wel het meest bekend om zijn solo-trombone-improvisaties. Zijn album The Gentle Harm of the Bourgeoisie is een mijlpaal in solo trombone en zijn trio-album Gheim uit 1983, opgenomen op het Bracknell Jazz Festival, is een ander geprezen werk.

## Stijl
Rutherford was een belangrijke speler in het Britse vrije improvisatiecircuit en maakte deel uit van het Europese freejazzcircuit. Hij was een van de eersten, die onorthodoxe speeltechnieken gebruikte voor improvisatie. Rutherford was een van de eersten, die trombone multiphonics gebruikte, d.w.z. hij zong in de trombone en blies tegelijkertijd.

## Overlijden
Paul Rutherford overleed in augustus 2007 op 67-jarige leeftijd aan cirrose van de lever en een gescheurde aorta.
In november 2007 werd een herdenkingsconcert gehouden in de Red Rose Club in Noord-Londen ter nagedachtenis aan Rutherford, waar vrienden van muzikanten freejazz speelden. Rutherford was toegewijd aan het land Cuba en zijn mensen, nadat hij daar voor het eerst speelde in 1986 als onderdeel van The Siger Band British Council-tournees door het land. De familie van Rutherford schonk drie trombones en een eufonium aan het Music Fund for Cuba.
- Bibsys: 1581514964285
- Biblioteca Nacional de España: XX1612279
- Bibliothèque nationale de France: cb14223178d (data)
- Gemeinsame Normdatei: 134633415
- International Standard Name Identifier: 0000 0000 5944 263X
- Library of Congress Control Number: n89610499
- MusicBrainz: 7728e98a-6556-4c38-b39f-6b8faa2b1dc9
- Système universitaire de documentation: 160564484
- Virtual International Authority File: 51901212
- WorldCat: E39PBJcgrrgj7fVkMC3kBRWYyd